# Les Initiés (série télévisée)
Ne doit pas être confondu avec Les Initiés ou Les Initiés (film, 2017).
Pour la série française, voir Dos au mur (série télévisée).
Les Initiés ou Dos au mur (Bedrag) est une série télévisée danoise en trente épisodes de 58 minutes en trois saisons, diffusée entre le 1er janvier 2016
 et le 10 mars 2019 sur DR1. 
Au Canada, elle est diffusée en version sous-titrée anglais sous le titre Follow the Money depuis le 18 juin 2016 sur le réseau CBC. En Suisse, la série est diffusée depuis le 8 février 2017 sur RTS Un, et en France depuis le 22 octobre 2019 sur France 3 en deuxième partie de soirée, sous le titre Les Initiés.

## Synopsis
La florissante société Energreen, à la pointe des technologies vertes et acteur majeur de l'éolien danois, voit son nom apparaître indirectement dans une série d'enquêtes policières. Mads, l'inspecteur chargé de l'affaire, doit se battre pour mener l'enquête, qui va le mener à soupçonner le P.-D.G. de l'entreprise, le charismatique Alexander Sødergren, de manipulation et de fraude. De son côté, une jeune et ambitieuse juriste d'Energreen, Claudia Moreno, découvre une affaire de délit d'initié au sein de l'entreprise et le rapporte à son supérieur. Celui-ci soupçonne sa hiérarchie d'être complice et contacte la police, mais Claudia conserve les preuves afin de l'empêcher d'ébruiter l'affaire. Elle obtient alors la place de son chef, ainsi que la confiance d'Alexander Sødergren. Comme ce dernier obtient le départ pour l'étranger des traders incriminés contre une forte somme d'argent, les événements s'accélèrent. Nicky et son acolyte Bimse, jeunes garagistes et occasionnellement petits délinquants, mettent la main sur une des valises de cash. L'ensemble des protagonistes sont alors emportés dans une dangereuse fuite en avant…

## Distribution
- Thomas Bo Larsen (VF : Emmanuel Gradi) : Mads Justesen
- Thomas Hwan (VF : Vincent de Bouard) : Alf Rybjerg
- Natalie Madueño (VF : Christine Braconnier) : Claudia Moreno
- Nikolaj Lie Kaas (VF : Sylvain Agaësse) : Alexander « Sander » Sødergren
- Esben Smed (VF : Brice Ournac) : Nicky
- Lucas Hansen (VF : Bruno Méyère) : Bimse
- Julie Grundtvig Wester (da) (VF : Marie Nonnenmacher) : Lina

 Source et légende : version française (VF) sur RS Doublage et DSD

## Fiche technique
- Titre original : Bedrag
- Titre anglais : Follow the money
- Titre français : Les Initiés ou Dos au mur
- Création : Jeppe Gjervig Gram et Per Fly
- Réalisation :
- Scénario :
- Producteurs exécutifs :
- Photographie :
- Sociétés de production :
- Sociétés de distribution (télévision) :
- Budget :
- Pays d'origine :  Danemark
- Langue originale : danois
- Genre : drame
- Durée : 58 minutes

## Épisodes
Chacune des trois saisons diffusées entre 2016 et 2019, est organisée autour de 10 épisodes sur des thématiques différentes :
- la première saison, diffusée au Danemark en janvier 2016, se déroule dans le secteur des énergies renouvelables au Danemark[8],[9],[10] ;
- la deuxième série, diffusée en octobre-novembre 2016, met l'accent sur des banques[7] ;
- la troisième série, diffusée en janvier 2019 au Danemark,  concerne le blanchiment d'argent[7].

Chaque nouvelle saison reprend certains personnages des saisons précédentes.

## Récompenses
"Bedrag" a reçu trois récompenses du Danish Film Awards (Roberts) en 2017,.